# Episodi di Chicago Med (quarta stagione)
La quarta stagione della serie televisiva Chicago Med, composta da 22 episodi, è stata trasmessa sul canale statunitense NBC dal 26 settembre 2018 al 22 maggio 2019.
In Italia, la stagione è andata in onda in prima visione assoluta su Premium Stories dal 21 marzo al 15 agosto 2019, tranne il secondo episodio che è stato invece trasmesso su Premium Action il 1º marzo 2019, essendo un crossover con Chicago Fire e Chicago P.D.. 
 In chiaro la stagione va in onda su Italia 1. Il 1º luglio 2020 è stato trasmesso l'episodio crossover Dolorosi distacchi, mentre il resto della stagione viene trasmessa dal 20 agosto al 1º ottobre dello stesso anno (eccetto il 3 settembre per lasciare spazio alla partita UEFA Nations League Germania-Spagna).
| nº | Titolo originale        | Titolo italiano          | Prima TV USA      | Prima TV Italia |
| -- | ----------------------- | ------------------------ | ----------------- | --------------- |
| 1  | Be My Better Half       | La parte migliore di me  | 26 settembre 2018 | 21 marzo 2019   |
| 2  | When to Let Go          | Dolorosi distacchi       | 3 ottobre 2018    | 1º marzo 2019   |
| 3  | Heavy is the Head       | Situazioni complicate    | 10 ottobre 2018   | 4 aprile 2019   |
| 4  | Backed Against the Wall | Spalle al muro           | 17 ottobre 2018   | 11 aprile 2019  |
| 5  | What You Don't Know     | Quello che non sai       | 24 ottobre 2018   | 18 aprile 2019  |
| 6  | Lesser of Two Evils     | Il male minore           | 31 ottobre 2018   | 25 aprile 2019  |
| 7  | The Poison Inside Us    | Il veleno dentro di noi  | 7 novembre 2018   | 2 maggio 2019   |
| 8  | Play By My Rules        | Le mie regole del gioco  | 14 novembre 2018  | 9 maggio 2019   |
| 9  | Death Do Us Part        | La morte ci separa       | 5 dicembre 2018   | 16 maggio 2019  |
| 10 | All the Lonely People   | Siamo tutti soli         | 9 gennaio 2019    | 23 maggio 2019  |
| 11 | Who Can You Trust       | Di chi ti puoi fidare    | 16 gennaio 2019   | 30 maggio 2019  |
| 12 | The Things We Do        | Le cose che facciamo     | 23 gennaio 2019   | 6 giugno 2019   |
| 13 | Ghosts in the Attic     | Scheletri nell'armadio   | 6 febbraio 2019   | 13 giugno 2019  |
| 14 | Can't Unring That Bell  | Confessioni inaspettate  | 13 febbraio 2019  | 20 giugno 2019  |
| 15 | We Hold These Truths    | Un'orribile verità       | 20 febbraio 2019  | 27 giugno 2019  |
| 16 | Old Flames, New Sparks  | Vecchie e nuove fiamme   | 27 febbraio 2019  | 4 luglio 2019   |
| 17 | The Space Between Us    | La distanza fra di noi   | 27 marzo 2019     | 11 luglio 2019  |
| 18 | Tell Me the Truth       | Dimmi la verità          | 3 aprile 2019     | 18 luglio 2019  |
| 19 | Never Let you Go        | Non ti lascerò mai       | 24 aprile 2019    | 25 luglio 2019  |
| 20 | More Harm Than Good     | Più un male che un bene  | 8 maggio 2019     | 1º agosto 2019  |
| 21 | Forever Hold Your Peace | In salute ed in malattia | 15 maggio 2019    | 8 agosto 2019   |
| 22 | With a Brave Heart      | Un cuore coraggioso      | 22 maggio 2019    | 15 agosto 2019  |

## La parte migliore di me
- Titolo originale: Be My Better Half

### Trama
Ava Bekker cerca in ogni modo di impedire a Connor di lasciare per sempre il Chicago Med, convincendo suo padre a finanziare in segreto il progetto di una sala operatoria ibrida per il pronto soccorso. Ethan scopre che sua sorella è incinta. Will e Natalie aiutano un ragazzo sordo che sta perdendo la vista e iniziano i preparativi per il matrimonio. La dottoressa Reese si trasferisce in un altro ospedale di sua volontà. 

## Dolorosi distacchi
- Titolo originale: When to Let Go
- Diretto da: Charles S. Carroll
- Scritto da: Diane Frolov, Andrew Schneider, Danny Weiss e René Balcer (non accreditato)

### Trama
Kidd viene portata d'urgenza in ospedale con la possibilità di perdere un polmone, rischiando di mettere fine alla sua carriera di pompiere, invece il padre degli Halstead muore in seguito alle gravi ferite riportate. Mentre la Manning e la Bekker si occupano di un paziente che ha delle gravi ustioni, intanto Charles tratta Otis, credendo che potrebbe avere uno stress da post-traumatico dovuto ad un precedente infortunio. Choi è alle prese di una paziente anche lei tra i feriti nell'incendio, ma quest'ultima scappa.
- Questo episodio è la seconda parte di un crossover con Chicago Fire e Chicago P.D. che inizia con l'episodio In guerra e si conclude con l'episodio Lieto fine.

## Situazioni complicate
- Titolo originale: Heavy is the Head

### Trama
Chris Davis porta il figlio Ben in crisi respiratoria e con una grave insufficienza renale al Med. Si scopre che Davis ha violato la libertà sulla parola.

## Spalle al muro
- Titolo originale: Backed Against the Wall

### Trama
Natalie segue una paziente che ha bisogno di un trapianto di cellule staminali, ma l'unico donatore compatibile è suo fratello Manny, immigrato senza documenti.

## Quello che non sai
- Titolo originale: What You Don't Know

### Trama
Il primo compito di Will come informatore della polizia mette a dura prova il suo rapporto con Natalie.

## Il male minore
- Titolo originale: Lesser of Two Evils

### Trama
Al Chicago Med arriva una ragazza dell'Europa dell'Est con diversi traumi causati da un incidente d'auto. Ethan scopre che in realtà è stata anche picchiata.

## Il veleno dentro di noi
- Titolo originale: The Poison Inside Us

### Trama
Ethan è alle prese con il marito di una donna deceduta in ospedale, che con una bottiglia di gas tossico dà luogo a una vera e propria emergenza da esalazioni.

## Le mie regole del gioco
- Titolo originale: Play By My Rules

### Trama
Marc Jones e la figlia di due anni Abigail, investiti da un'auto, sono entrambi gravi. Ma sul petto dell'uomo c'è un tatuaggio con la scritta: "non rianimare".

## La morte ci separa
- Titolo originale: Death Do Us Part
- Diretto da: Fred Berner e Constantine Makris (non accreditato)
- Scritto da: Stephen Hootstein, Paul R. Puri e Michael S. Chernuchin (non accreditato)

### Trama
Al pronto soccorso arriva un uomo con un coltello conficcato nel torace. La responsabile è la moglie che, a causa di allucinazioni, non riconosce il marito. Intanto Will mentre si sta recando da Natalie per sposarsi, viene rapito da uno dei figli di un noto criminale. Alla fine viene salvato dal fratello Jay che lo fa inserire nel Programma Protezione Testimoni dall'FBI.

## Siamo tutti soli
- Titolo originale: All the Lonely People

### Trama
Una sparatoria al di fuori dell'ospedale ferisce April e crea il caos nel Pronto Soccorso. Will ritorna dopo un periodo nel Programma Protezione Testimoni.

## Di chi ti puoi fidare
- Titolo originale: Who Can You Trust

### Trama
Ethan sventa un furto ai danni di un veterano. La sua salute è cagionevole, e nonostante gli sforzi, il dottor Choi non riesce a salvarlo.

## Le cose che facciamo
- Titolo originale: The Things We Do

### Trama
L'elicottero su cui sta volando Natalie con un piccolo paziente ha un guasto e deve atterrare lontano dalla città. Will decide di raggiungerla.

## Scheletri nell'armadio
- Titolo originale: Ghosts in the Attic

### Trama
Le infermiere evitano di curare Paul Kaminski, un paziente del dottor Choi perché Kaminsky è un pedofilo che aveva molestato il loro collega Hank quando era bambino.

## Confessioni inaspettate
- Titolo originale: Can't Unring That Bell

### Trama
Connor e Ava devono rispondere al Comitato di Supervisione dell'ospedale di un intervento effettuato due mesi prima.

## Un'orribile verità
- Titolo originale: We Hold These Truths

### Trama
Un fuoristrada si abbatte su un mercatino e travolge la folla, tra cui anche Maggie e Natalie, che si rendono conto subito della gravità della situazione.